# Red Dragon
Red Dragon 2 je on-line webová strategická počítačová hra. V provozu je od roku 1998.

## Charakteristika hry
Hra se odehrává ve fantasy světě. Každý z hráčů je vládcem jedné země, tzv. gubernátu. Při zakládání gubernátu si volí jednu z desíti ras - člověk, elf, trpaslík, hobit, nekromant, džin, skřet, ent, vampýr nebo obr. Rasy se od sebe liší svými válečnými i farmářskými schopnostmi a zalidněním. Gubernáty spolu spolupracují v aliancích, každá aliance se skládá nejvýše z 12 gubernátů. Alianci řídí imperátor, volený demokraticky jednotlivými gubernáty. Imperátor má právo přijímat a vylučovat z aliance gubernáty, uzavírat spojenectví s jinými aliancemi, ale také vyhlašovat války jiným aliancím. Imperátor může jmenovat jednoho až tři vojevůdce, kteří mu pomáhají s vedení aliance.
Hra je rozdělena do jednotlivých dnů, oddělených přepočty. Ty se konají v 4:00. Každý přepočet se vyhodnotí všechny válečné akce a poté se jednotlivým gubernátům přidělí tahy (dle rasy a postavených budov 15 až 20). Tyto tahy mohou být odehrány kdykoliv během dne, případně je může gubernát našetřit až do trojnásobku denního počtu tahů (např. při nepřítomnosti - často ale využíváno i jako součást válečné strategie, umožňující prodloužení času na opravy).
Zajímavou stránkou hry je to, že se nehraje proti počítači, ale proti lidským soupeřům. Významnou stránkou hry je proto diplomacie. Komunikace mezi hráči se vede prostřednictvím moderovaných i nemoderovaných fór (vnitroaliančních i mezinárodních), nebo též pomocí osobní pošty.
Cílem hry je postavit Palác posledního soudu, budovu, která ukončí aktuální běh hry (tzv. věk). Aliance, která Palác postaví, se dostane do Síně slávy. K postavení Paláce je potřeba uhájit ho proti útokům ostatních, k čemuž často dopomáhají různé diplomatické úskoky. Věk je po postavení Paláce resetován a začíná znova, hráči si musí založit nové gubernáty. Před začátkem věku zpravidla dochází k menším či větším úpravám pravidel.

## Historie hry
V roce 2000 od původních autorů hru koupila a provozovala do října 2005 společnost CENEGA CZECH, s.r.o., pro kterou sloužila jako projekt k testování technologií, chování hráčů a vyzkoušení dalších prvků z oblasti online her, kdy do hry během let investovala značné úsilí a prostředky. Došlo především ke změně technologií a zapracování grafiky. Od této doby je hra známá jako RD2 a v této podobě funguje dodnes (2014).
První verze, graficky méně propracovaná a s jednoduššími pravidly, se nazývala Red Dragon 1. Začala fungovat v roce 1997, byla ovšem plná programátorských chyb a logických nedostatků v pravidlech, které byly často zneužívány. Po dvou letech práce vznikla zmíněná verze Red Dragon 2, která postupně přilákala až 25 000 hráčů (1500 online současně připojených, což omezoval převážně rychlostní limit tehdejších serverů, bylo potřeba generovat asi dva milióny stránek za den) a byla tak největší on-line www hrou v ČR. Vzhledem k velkému množství hráčů ze zahraničí došlo k oddělení nejprve samostatného polského serveru a posléze maďarského serveru. Na těchto serverech se postupem času vyvinula i vlastní verze pravidel.
V roce 2003 došlo ke zpoplatnění hry, což byl částečně test platebních technologií, přístupu hráčů k placené verzi a možnost alespoň částečně pokrýt náklady na provoz. Byla zvolená mírná platba, kdy jeden věk hry tak stál 100 Kč na gubernát (bylo možné si zaplatit účast ve hře „trvale“, což stojí 300 Kč - trvale nakonec znamenalo do ukončení a prodeje hry na podzim 2005). V té době bohužel nebylo ve zvyku za podobné služby platit a změna byla provázena prudkým úbytkem hráčů, kteří se zpočátku přesunuli na polský server, po zpoplatnění i tohoto serveru dílem na server maďarský (kde ovšem nebylo možno nastavit český jazyk pro menu), dílem na jiné on-line hry. V rámci pravidel bylo povoleno i tzv. registrované mulťačení, tj. založení si více gubernátů jedním hráčem (o této skutečnosti ovšem musí být ostatní hráči informováni, aby se tak zabránilo jejímu zneužití). Aby hru mohli začít hrát nováčci bez nutnosti zaplatit poplatek před vyzkoušením hry, mohli až do určité rozlohy hrát bez zaplacení - nezaplacené gubernáty ovšem nemohly žádnou akcí ovlivnit gubernáty zaplacené.
V září roku 2005 prodala Cenega práva na hru i s vývojovým kódem a tehdejším hardware společnosti JRC CZECH a.s. (přechodně také GAME CZECH a.s.), která zrušila povinnost placení za hru (resp. zrovnoprávnila akce mezi zaplacenými a nezaplacenými gubernáty), ale zavedla méně nenáviděné tzv. in-app nákupy, kde placením bylo možné získat výhody usnadňující odehrávku či zvyšující prestiž gubernátu. Na samotnou hru měly ovšem tyto výhody jen minimální vliv. Díky dalšímu vývoji a zavedením pouze nepovinných poplatků se počet hráčů opět částečně zvýšil asi na 8000 (ale také proto, že byl nejdříve zrušen maďarský a později i polský server, i když polská verze existuje v určité podobě dodnes).
V prosinci 2017 byl herní provoz českého serveru ukončen. Jako náhrada byla slíbena nová hra Dragescent, k jejímu zprovoznění však nedošlo.

## Porovnání s jinými českými strategickými on-line hrami
Významnou konkurencí pro Red Dragon se staly další české on-line hry, především Dark Elf a WebGame.
- Dark Elf má zásadní výhodu oproti Red Dragonu v podobě zasazení do reálného prostoru - války a diplomacie se vedou na skutečné mapě. Nevýhodou je výrazně nižší úroveň komunikace mezi hráči a možnost využití diplomacie.
- WebGame, hra ze současnosti, kterou hraje přes 15 000 hráčů. Oproti Red Dragonu se veškeré akce jako útoky odehrají v reálném čase, nemusí se tedy čekat na přepočet.